# Nannobrachium indicum
Nannobrachium indicum är en fiskart som beskrevs av Zahuranec 2000. Nannobrachium indicum ingår i släktet Nannobrachium och familjen prickfiskar. Inga underarter finns listade i Catalogue of Life.